# Rhopalomyzus ferganica
Rhopalomyzus ferganica är en insektsart. Rhopalomyzus ferganica ingår i släktet Rhopalomyzus och familjen långrörsbladlöss. Inga underarter finns listade i Catalogue of Life.